# The Lucky Shot
The Lucky Shot er en amerikansk stumfilm fra 1910.